# Ghennadi Garbuzov
Ghennadi Garbuzov (n. 11 septembrie 1930, Moscova, RSFS Rusă, URSS – d. 21 octombrie 2009, Moscova, Rusia) a fost un boxer ce a reprezentat Uniunea Sovietică, medaliat olimpic. A participat la o ediție a Jocurilor Olimpice (1952) în care a câștigat o medalie de bronz.

## Participări
Lista de mai jos prezintă principalele competiții la care a participat Ghennadi Garbuzov de-a lungul carierei.
- Jocurile Olimpice de vară din 1952